# Nelson Gidding
Nelson Roosevelt Gidding (* 15. September 1919 in New York City, New York, USA; † 1. Mai 2004 in Santa Monica, Kalifornien, USA) war ein US-amerikanischer Drehbuchautor und Schriftsteller.

## Leben
Nelson Gidding, geboren und aufgewachsen in New York, absolvierte die Phillips Exeter Academy und war in jungen Jahren ein Freund des US-amerikanischen Schriftstellers Norman Mailer. Nach seinem Abschluss an der Harvard University diente er als Soldat der Air Force im Zweiten Weltkrieg, und flog unter anderem eine Martin B-26. Gidding, der über Italien abgeschossen wurde, verbrachte darauf 18 Monate in einem Kriegsgefangenenlager und kehrte 1945 in die USA zurück. Seine Eindrücke im Krieg verarbeitete er 1946 in seinem einzigen Roman, End Over End.
Giddings Arbeit in Hollywood begann 1953 als Autor des britischen Fantasyfilmes The Triangle. Während er in den 1950er-Jahren ausschließlich für Fernsehserien schrieb, wechselte er zu Beginn der 1960er-Jahre den Bereich und schrieb für Spielfilme, wobei er zumeist die literarischen Vorlagen anderer bearbeitete. Sein bekanntestes Drehbuch schrieb er jedoch erst 1975, als er Die Hindenburg zumindest filmisch noch einmal in Flammen aufgehen ließ. 1979 entstand das Drehbuch zu Jagd auf die Poseidon. Doch sollte es seine Arbeit am 1958 produzierten Kriminalfilm Laßt mich leben werden, für die Gidding 1959 zusammen mit Don Mankiewicz für den Oscar in der Kategorie „Bestes adaptiertes Drehbuch“ nominiert wurde. Für diesen Film wurden beide auch für den WGA Award nominiert – eine Auszeichnung blieb den beiden jedoch stets verwehrt. 1993, nach der Arbeit am Horrorfilm The Mummy Lives, zog sich Nelson Gidding ins Privatleben zurück.
Er war zweimal verheiratet. So heiratete er 1949 Hildegarde Colligan Gidding, mit der er eine 46-jährige Ehe führte. Mit ihr bekam er sein einziges Kind, Sohn Joshua Gidding, der heute in New York als College-Professor arbeitet. Nach dem Tod seiner ersten Frau im Juni 1995 heiratete er im Jahr 1998 die gebürtige Chinesin Chun-Ling Wang, mit der er die letzten sechs Jahre seines Lebens verheiratet war.
Nelson Gidding starb im Alter von 84 Jahren an Herzversagen.

## Filmografie
- 1957: Ein Leben im Rausch (The Helen Morgan Story)
- 1958: Laßt mich leben (I want to Live!)
- 1958: Der Zwiebelkopf (Onionhead)
- 1959: Wenig Chancen für morgen (Odds Against Tomorrow)
- 1962: Der Inspektor (The Inspector / Lisa)
- 1963: Bis das Blut gefriert (The Haunting)
- 1963: Neun Stunden zur Ewigkeit (Nine Hours to Rama)
- 1966: Sie fürchten weder Tod noch Teufel (Lost Command)
- 1970: Abenteuer in Neuguinea (Skullduggery)
- 1971: Andromeda – Tödlicher Staub aus dem All (The Andromeda Strain)
- 1975: Die Hindenburg (The Hindenburg)
- 1979: Jagd auf die Poseidon (Beyond the Poseidon Adventure)
- 1986: Die Galgenvögel (Wheels of Terror)
- 1992: Shogun Mayeda (Kabuto)
- 1993: Mumie – Tal des Todes (The Mummy Lives)

## Auszeichnungen
- 1959: Oscar-Nominierung, Bestes adaptiertes Drehbuch, für: Laßt mich leben (I want to Live!)
- 1959: WGA-Award-Nominierung, Bestes Filmdrama, für: Laßt mich leben (I want to Live!)